# Isole di Tranze
Le isole di Tranze (in russo Острова Транзе, ostrova Tranze) sono un gruppo di isole russe che fanno parte dell'arcipelago di Severnaja Zemlja e sono bagnate dal mare di Kara.
Amministrativamente fanno parte del distretto di Tajmyr del Territorio di Krasnojarsk, nel Distretto Federale Siberiano.

## Geografia
Le isole sono situate a circa 500 m dalla costa meridionale dell'isola Bolscevica, nello stretto di Vil'kickij (Пролив Вилькицкого, proliv Vil'kickogo), poco a est di capo Tajmyr (мыс Таймыра, mys Tajmyra) e a sud della baia Solnečnaja (бухта Солнечная, buchta Solnečnaja).
Si tratta di due isole, senza nome individuale, che distano 500 m l'una dall'altra. Entrambe misurano poco meno di 1 km di lunghezza, e non hanno rilievi significativi.
L'isola settentrionale è rocciosa e di forma leggermente allungata in direzione nord-sud.
Quella meridionale è invece un'isola sabbiosa.
Devono il nome all'esploratore artico russo Nikolaj Aleksandrovič Tranze, che tra il 1912 e il 1915 mappò la costa settentrionale della Russia.

## Isole adiacenti
- Isole Vchodnye (oстрова Входные, ostrova Vchodnye), a nord-est.